# What Happened Last Night
What Happened Last Night è un singolo del gruppo musicale italiano The Kolors, pubblicato il 21 aprile 2017 come primo estratto dal terzo album in studio You.

## Descrizione
Si tratta della quarta traccia del disco e ha visto la partecipazione del rapper statunitense Gucci Mane e del duo EDM Daddy's Groove. Il frontman Stash Fiordispino si è inizialmente rivolto a Carlo Grieco dei Daddy's Groove per lavorare a una versione embrionale del brano, in quanto voleva qualcosa prodotto in chiave elettronica. Poco tempo tempo il duo lo ha invitato ad andare avanti con la produzione fino a quando entrambe le parti non si sono rese conto che la nuova versione necessitava di una sezione rappata. Il gruppo si è pertanto rivolto a Gucci Mane via mail per proporre la collaborazione.

## Video musicale
Il video della canzone è stato diretto da Antonio Usbergo e Niccolò Celaia e prodotto da YouNuts! Prod.

## Tracce
Testi di Stash Fiordispino, Gucci Mane e Sharon Simonetta, musiche di Stash Fiordispino, Daniele Mona, Alessandro Fiordispino e Carlo Grieco (Daddy's Groove), eccetto dove indicato.
Download digitale
1. What Happened Last Night (feat. Gucci Mane & Daddy's Groove) – 3:12

7"
- Lato A

1. What Happened Last Night (feat. Gucci Mane & Daddy's Groove) – 3:12

- Lato B

1. What Happened Last Night – 3:12 (testo: Stash Fiordispino, Sharon Simonetta – musica: Stash Fiordispino, Daniele Mona, Alessandro Fiordispino)

## Formazione
Gruppo
- Stash Fiordispino – voce, chitarra, sintetizzatore
- Daniele Mona – sintetizzatore
- Alessandro Fiordispino – sintetizzatore

Altri musicisti
- Gucci Mane – voce
- Carlo Grieco (Daddy's Groove) – sintetizzatore

Produzione
- Carlo Grieco (Daddy's Groove) – produzione
- Stash Fiordispino – produzione
- Lorenzo Suraci – produzione esecutiva
- Giuseppe Folliero (Daddy's Groove) – missaggio
- Mike Marsh – mastering
- Alessandro Gugliemi – mastering vinile
- Van Orton Design – copertina

## Classifiche
| Classifica (2017) | Posizione massima |
| ----------------- | ----------------- |
| Italia            | 76                |